# Tor telekomunikacyjny
Uzasadnienie:  Oba artykuły traktują o tym samym.
Tor telekomunikacyjny, tor transmisyjny – środowisko umożliwiające ruch fal elektromagnetycznych w ograniczonej przestrzeni, wykorzystywanych w telekomunikacji. Praktycznie wykorzystywane są następujące rodzaje torów telekomunikacyjnych:
- przewodowe symetryczne złożone z dwóch przewodów ułożonych równolegle obok siebie – wykonywane w wersji napowietrznej lub podziemnej
- przewodowe współosiowe (koncentryczne) utworzone z dwóch przewodów umieszczonych względem siebie współosiowo: jeden przewód ma postać zewnętrznego cylindra, w którym jest umieszczony drugi przewód w postaci walca
- światłowodowe utworzone z włókien szklanych (światłowodów), w których są przesyłane elektromagnetyczne fale świetlne (spójne i jednobarwne), będące nośnikiem informacji. W jednym torze telekomunikacyjnym do przesyłania informacji stosuje się dwa włókna światłowodowe.
- radiowe utworzone za pomocą zespołu anten kierunkowych
- falowodowe.

Każdy rodzaj toru telekomunikacyjnego charakteryzuje się specyficznymi właściwościami, które przekładają się na parametry fizyczne:
- pasmo przenoszenia
- zasięg transmisji
- zniekształcenia sygnału
- zakłócenia.

Modele torów telekomunikacyjnych i ich parametry są przedmiotem prac teoretycznych i badań eksperymentalnych zmierzających do uogólnienia reguł opisu rodzajów torów telekomunikacyjnych. Z tych parametrów wynikają możliwości stosowania danego toru do realizacji określonej usługi telekomunikacyjnej:
- Tory przewodowe symetryczne są najczęściej stosowane przy niskich częstotliwościach i stosunkowo wąskich pasmach – telefonia i przewodowy dostęp do sieci teleinformatycznych.
- Tory przewodowe współosiowe są stosowane przy wyższych częstotliwościach i szerszych pasmach, potrzebnych na przykład do dystrybucji telewizji.
- Tory światłowodowe są stosowane w sieciach o najwyższej przepływności, zwłaszcza szkieletowych. Dąży się do tego, aby tory światłowodowe były stosowane w całej sieci telekomunikacyjnej: od użytkownika do użytkownika.
- Tory falowodowe są stosowane na krótkich odległościach i przy bardzo wysokich częstotliwościach, na przykład między nadajnikiem radiowym a anteną.
- Tory radiowe, jako tory bezprzewodowe, w wielu przypadkach zastępują tory przewodowe. Ma to miejsce i w sieciach szkieletowych i w sieciach dostępowych. Szczególne znaczenie ma zastosowanie torów radiowych w relacjach satelitarnych, gdy tory takie stanowią jedyną możliwość transmisji sygnałów.